# MacGyver/Staffel 4
Die vierte Staffel der US-amerikanischen Action-Fernsehserie MacGyver umfasst 19 Episoden und wurde in den Vereinigten Staaten 1988/89 erstausgestrahlt, in Deutschland 1989/90.

## Episoden und Handlung
| Nr. (ges.) | Nr. (St.) | Deutscher Titel                 | Originaltitel                | Erstausstrahlung USA | Deutschsprachige Erstausstrahlung (D) | Regie            | Drehbuch                                                 |
| --- | --------- | ------------------------------- | ---------------------------- | -------------------- | ------------------------------------- | ---------------- | -------------------------------------------------------- |
| 65 | 1         | Das Geheimnis des Hauses Parker | The Secret of Parker House   | 31. Okt. 1988        | 9. Dez. 1989                          | Mike Vejar       | Rick Drew, John Sheppard & Gene Hanson Idee: Gene Hanson |
| Penny Parker trifft mit MacGyver bei dem von ihr geerbten Landhaus ihrer Tante Betty Parker ein, die schon seit 30 Jahren spurlos verschwunden ist. Ein von ihnen bald gefundener Totenschädel erweist sich als Bettys Kopf. Kurz darauf wird Penny von dem Mann Virgil in den Keller des Hauses entführt, der dort die Schwarzbrennerei von Bettys Vater weiterbetreibt. Virgil nahm an, dass es sich bei Penny wegen ihrer Ähnlichkeit um Betty handelt. Wenig später werden MacGyver, Penny, Virgil und dessen Schwester durch den Sheriff Howels zwecks Ermordung eingesperrt, nachdem Howels sich MacGyvers Verdacht nicht länger erwehren konnte, dass er Betty ermordet hatte, weil sie von ihm unehelich schwanger war. Während sich die vier aus dem Keller befreien, stirbt Howels durch einen Unfall.                                                                                  |           |                                 |                              |                      |                                       |                  |                                                          |
| 66 | 2         | Blutsbrüder                     | Blood Brothers               | 21. Nov. 1988        | 16. Dez. 1989                         | Charlie Correll  | Rick Drew                                                |
| MacGyver kehrt in seine Heimatstadt Mission City zurück, um ein Versprechen einzulösen, das er und drei Freunde sich vor 25 Jahren gaben. Danny und Sean, die jugendlichen Söhne von zwei der alten Freunde, werden von Drogendealern verfolgt. Danny flieht vor ihnen in ein leerstehendes Krankenhaus und wird – ähnlich wie durch den Tod des vierten der vier Freunde 1963 – von einem sich versehentlich lösenden Pistolenschuss verletzt. MacGyver bewahrt ihn vor den Gangstern, die Danny als Zeugen eines gescheiterten Attentats ermorden wollen. Im Gegensatz zu dem vierten Freund Jesse, den MacGyver damals erfolglos versuchte zu retten, überlebt Danny. |           |                                 |                              |                      |                                       |                  |                                                          |
| 67 | 3         | Neue Wege                       | The Outsiders                | 28. Nov. 1988        | 23. Dez. 1989                         | Mike Vejar       | Michelle Poteet Lisanti                                  |
| Auf einer Landstraße unterwegs, hat MacGyver einen Autounfall, bei dem er verletzt wird. Eine Amish-Familie pflegt ihn auf ihrem Gelände gesund. Von diesem ist die Familie kürzlich enteignet worden, um Platz für den Bau eines Highways zu machen. Der Vorarbeiter der Baufirma Wrightman sprengt illegalerweise den Brunnen der Familie. Als die Bagger zwecks Baubeginn anrollen, stellt sich MacGyver mit der Familie ihnen in den Weg. Dabei kommt es zum Einsturz des Brunnenschachts, in dem die Tochter des Firmeninhabers und wenig später ein Amish-Junge eingeschlossen sind. MacGyver koordiniert die Arbeiten zur Rettung der Kinder, die mit gemeinsamem Einsatz von Amish, Bauarbeitern und Polizei schließlich gelingt. Letztlich kündigt Wrightman an, eine andere Streckenführung des Highways in Betracht zu ziehen.                                                         |           |                                 |                              |                      |                                       |                  |                                                          |
| 68 | 4         | Raketen für die Rebellen        | On a Wing and a Prayer       | 5. Dez. 1988         | 30. Dez. 1989                         | Charlie Correll  | John Whelpley                                            |
| Pete und eine Nonne wurden in einem lateinamerikanischen Land, in dem eine Revolution bevorsteht, unter einem falschen Verdacht von Rebellen gefangen genommen. MacGyver fliegt mit Jack und dessen Wasserflugzeug zu den Rebellen, denen gegenüber sie sich als Waffenhändler ausgeben. Nachdem sie die beiden Gefangenen befreit haben, wird ihr Flugzeug von Schüssen getroffen, wodurch sie nach wenigen Minuten notlanden müssen. MacGyver gelingt es, den beschädigten Schwimmer des Flugzeugs notdürftig zu reparieren, und dem Flugzeug per Raketenzündung zum Start zu verhelfen, ehe sie von den Rebellen geschnappt worden wären. |           |                                 |                              |                      |                                       |                  |                                                          |
| 69 | 5         | Sabotage auf der Rennbahn       | Collision Course             | 12. Dez. 1988        | 6. Jan. 1990                          | Chuck Bowman     | Paul B. Margolis                                         |
| Bei einem GT-Autorennen tritt der Fahrer Jeff Stone für das Team der Phoenix Foundation an, dessen von MacGyver getestetes Fahrzeug durch einen neuartigen Motor siegfähig ist. Um vom Phoenix-Team aus kommerziellen Gründen nicht um den Sieg gebracht zu werden, lässt Strickland, der Leiter des gleichnamigen, konkurrierenden Teams, durch den von ihm erpressten Phoenix-Mechaniker O’Mally Stones Auto sabotieren, sodass Stone im Qualifying schwer verunfallt und verletzungsbedingt für das Rennen ausfällt. Nachdem sich O’Mally einer weiteren Erpressung Stricklands verweigert hat, wird er von Strickland und dessen neuem Fahrer, MacGyvers Ex-Rennrivalen Hans Wisser ermordet. MacGyver, ehemaliger F1-Fahrer, tritt ersatzweise für das Phoenix-Team an und siegt schließlich gegen Wisser. Indes überführt Pete mit der Polizei Strickland und Wisser des Mordes an O’Mally. |           |                                 |                              |                      |                                       |                  |                                                          |
| 70 | 6         | Überlebenstraining              | The Survivors                | 9. Jan. 1989         | 20. Jan. 1990                         | Michael Caffey   | Reed Moran                                               |
| MacGyver unterzieht in freier Wildbahn im Rahmen eines Phoenix-Programms Pete der Tauglichkeitsprüfung für die Außendienstbefähigung. Beim Biwakieren entdecken sie das abgeschossene Flugzeug zweier Drogenfahnder und deren Leichen. Durch von den Fahndern geschossene Fotos gelangen sie zu der Höhle, die die Schmuggler als Drogenumschlagsplatz nutzen. Dort werden Pete und MacGyver von den Schmugglern entdeckt und, bis sie sich selbständig befreien können, vorübergehend in einer Höhle eingesperrt. Schließlich können sie kooperativ die Kriminellen überwältigen, sodass Pete den Test bestanden hat. |           |                                 |                              |                      |                                       |                  |                                                          |
| 71 | 7         | Der Mann im Hintergrund         | Deadly Dreams                | 16. Jan. 1989        | 27. Jan. 1990                         | Les Landau       | Stephen Downing                                          |
| MacGyver assistiert dem von Lt. Murphy geleiteten Drogendezernat der Polizei. Der von Murphy einst hinter Gittern gebrachte Psychopath und Mörder Dr. Zito beeinflusst seinen Mithäftling Eric Scott dahingehend, dass dieser aus dem Gefängnis ausbricht und Murphy in eine Falle lockt, mit der Zito sie aus Rache ermorden will. MacGyver ermittelt im Gefängnis Zito als Verantwortlichen und kommt seinem Plan auf die Spur, wodurch er schließlich Murphy vor dem Tod durch Feuer retten kann. |           |                                 |                              |                      |                                       |                  |                                                          |
| 72 | 8         | Mutter Dalton                   | Ma Dalton                    | 23. Jan. 1989        | 13. Jan. 1990                         | Rob Bowman       | John Whelpley                                            |
| MacGyver hilft Jack Dalton dabei, dessen Mutter Francine Dalton zu finden, die ihn einst zur Adoption freigab. Francine wird staatsanwaltschaftlich gesucht, weil sie Beweise gegen ihren früheren Arbeitgeber Blendall hat. Diese hat sie bislang noch nicht herausgegeben, weil sie um ihr Leben fürchtet. Als Blendall durch die Ermittlungen der beiden und somit von der Existenz Jacks erfährt, lässt er Jack zu sich entführen, um damit Francine bzgl. der Herausgabe der Beweise zu erpressen. Während sich Francine als Ablenkungsmanöver Blendall ausliefert, begeben sich MacGyver und der Kopfgeldjäger Jesse Colton ebenfalls in Blendalls Firma und verhindern, dass Blendall mit Francine und den Beweisen flieht. |           |                                 |                              |                      |                                       |                  |                                                          |
| 73 | 9         | Cleo Rocks                      | Cleo Rocks                   | 6. Feb. 1989         | 3. Feb. 1990                          | Chuck Bowman     | John Sheppard & Rick Drew                                |
| Penny Parker arbeitet als Sängerin in einem Musical. MacGyver besucht sie bei den Proben. Als Regisseur fungiert, durch Maskierung und gefälschte Identität unerkannt von den beiden, der totgeglaubte Terrorist und Killer Murdoc, der sich an MacGyver und Pete rächen will. Nacheinander tappen Pete, Penny und MacGyver in Fallen, die ihnen Murdoc gestellt hat, sodass sie im Keller des Theatergebäudes gefangen werden. MacGyver entkommt einer wahlweise für seine oder Petes Ermordung bestimmten Falle, ohne dass Pete stirbt. MacGyver überwältigt Murdoc mit Pennys Hilfe und versetzt ihm einen Stromschlag, wodurch er in ein Wasserbecken stürzt und augenscheinlich stirbt. Seine Leiche wird allerdings nicht gefunden. |           |                                 |                              |                      |                                       |                  |                                                          |
| 74 | 10        | Die Fünferbande                 | Fraternity of Thieves        | 13. Feb. 1989        | 10. Feb. 1990                         | Michael Preece   | Grant Rosenberg                                          |
| Eine Geheimorganisation engagiert Petes Sohn Michael, der in der Forschungsabteilung arbeitet, als Schmuggler für militärische Geheiminformationen aus der Abteilung. Durch MacGyvers Ermittlungen wird Michael von seinem Vater und MacGyver auf frischer Tat ertappt. Pete und ein hochrangiger Militärvertreter setzen daraufhin Michael für die Übergabe der Geheiminformationen ein, um den Auftraggeber mit dem Decknamen Papillon zu verhaften. Der Plan scheitert; Michael wird von Papillon entführt. Petes Vergiftung mit Blausäure wird von MacGyver erfolgreich mit Natriumthiosulfat aus Fotofixierer als Gegenmittel bekämpft. Schließlich können Pete und MacGyver Michael aus Papillons befreien und diesen überwältigen. |           |                                 |                              |                      |                                       |                  |                                                          |
| 75 | 11        | Kein Kinderspiel                | The Battle of Tommy Giordano | 20. Feb. 1989        | 24. Feb. 1990                         | Mike Vejar       | Marianne Clarkson                                        |
| MacGyvers Arbeitskollegin Mary Ruth Giordano wird das Sorgerecht für ihren jungen Sohn Tommy zugesprochen. Weil der Vater Richard damit nicht einverstanden ist, entführt er in Kooperation mit seinem Onkel Joe Catano den Jungen nach Kanada. Catano ist Oberhaupt einer Mafiafamilie und steht als solches auf der Abschussliste einer verfeindeten Mafiafamilie. MacGyver und Mary reisen auch nach Kanada und spionieren die Auftragsmörder aus, die die andere Familie auf Joe angesetzt hat. Dadurch gelangen MacGyver und Mary auf Joes Gelände, sodass sie dessen Ermordung vereiteln können und Tommy zurückholen können. |           |                                 |                              |                      |                                       |                  |                                                          |
| 76 | 12        | Druck                           | The Challenge                | 27. Feb. 1989        | 3. März 1990                          | Dana Elcar       | Chris Haddock                                            |
| MacGyver arbeitet ehrenamtlich im Challengers Club, der Freizeitmöglichkeiten für hauptsächlich nicht-weiße Jugendliche aus schwierigem sozialem Umfeld bietet. Der weiße, rassistische Druckereiinhaber Larson beurteilt den Club als Zufluchtsort für jugendliche Kriminelle und versucht juristisch zu verhindern, dass der Club weiter mit öffentlichen Mitteln gefördert wird. Weil er damit keinen Erfolg hat, ermordet er den Co-Leiter des Clubs, den schwarzen Booker Wilson. Die Schuld dafür versucht er jugendlichen Crack-Dealern zuzuschieben. MacGyver ermittelt, dass Larson der Schuldige ist. Letztlich kann der über Bookers Tod schwer erschütterte und rachsüchtige MacGyver nur durch einen Jugendlichen, dem MacGyver zuvor Gewaltverzicht gelehrt hatte, vom Verprügeln Larsons abgehalten werden.                                                                        |           |                                 |                              |                      |                                       |                  |                                                          |
| 77 | 13        | Schuldgefühle                   | Runners                      | 13. März 1989        | 17. März 1990                         | Michael Caffey   | Joel Schwartz                                            |
| MacGyver beschützt das Mädchen Jennifer, das unter dem Namen Christel als Prostituierte arbeitet, vor ihrem Zuhälter Snakeskin und bringt sie in den Challengers Club. Nachdem sich dort ihr Vater, ein Polizist, gemeldet hat, gerät sie mit ihm in Streit, sodass sie zurück zu Snakeskin flüchtet. MacGyver folgt ihr dorthin und befreit sie aus der Gewalt des Zuhälters, ehe der sie unter Heroin gesetzt hätte. Durch den Gedankenaustausch mit Jennifer, deren Mutter lange tot ist, überdenkt MacGyver seine Schuldgefühle bzgl. des tödlichen Autounfalls seines Vaters und seiner Großmutter. |           |                                 |                              |                      |                                       |                  |                                                          |
| 78 | 14        | Goldrausch                      | Gold Rush                    | 27. März 1989        | 24. März 1990                         | William Gereghty | David Engelbach                                          |
| MacGyver leitet im Auftrag der Phoenix-Foundation eine amerikanisch-sowjetische Expedition zur Suche nach Gold im Wert von über 100 Mio. US$, mit dem an Bord ein russisches Flugzeug vor 45 Jahren am Nordpolarkreis abgestürzt war. Das Wrack ist erst jetzt durch geänderte Windverhältnisse sichtbar geworden, beinhaltet aber nicht mehr die 500 Barren und die Leichen. US-Colonel West, der dem Wrack damals als einziger entkam und der den Absturz in Wirklichkeit absichtlich herbeigeführt hatte, flüchtet allein von der Absturzstelle, nachdem er daraus den Aufbewahrungsort des Goldes ermittelt hat, eine Höhle. MacGyver und Natalie, eine Sowjet-Frau, verfolgen ihn dorthin. Dort tappt West in eine tödliche Falle, ehe MacGyver und Natalie das Gold aus der Höhle schaffen.                                                                                                 |           |                                 |                              |                      |                                       |                  |                                                          |
| 79 | 15        | Der unsichtbare Tod             | The Invisible Killer         | 10. Apr. 1989        | 31. März 1990                         | Dana Elcar       | Chris Haddock                                            |
| MacGyver führt im Rahmen eines Phoenix-Antistress-Programms eine Wandergruppe aus vier Phoenix-Mitarbeitern an, die sich gegenseitig noch nicht kennen. Ein bei einem Gefängnisbusunfall entflohener Sträfling mischt sich unter die Gruppe und entkommt ihr alsbald in dem Glauben, die anderen vergiftet zu haben. Zusammen mit einer Rangerin überwältigt MacGyver den Flüchtigen, ehe sich herausstellt, dass noch ein weiterer Phoenix-Mitarbeiter durch einen Sträfling ersetzt wurde. MacGyver und die Rangerin locken die beiden Kriminellen bei einem Feuerwachturm nacheinander in Hinterhalte, wodurch sie unschädlich gemacht werden. |           |                                 |                              |                      |                                       |                  |                                                          |
| 80 | 16        | Die Gehirnwäsche                | Brainwashed                  | 24. Apr. 1989        | 5. Mai 1990                           | Michael Caffey   | John Sheppard                                            |
| Die Phoenix Foundation fungiert als Gastgeber für ein Bankett mit dem ostafrikanischen Staatspräsidenten Dakru. Dakrus politische Gegner um den Vizepräsidenten Mantu planen, Dakru zu ermorden. Dazu wollen sie Jack Dalton einsetzen, den sie zu diesem Zweck psychisch so beeinflusst haben, dass er beim Hören des Satzes Aus dem tiefsten Grunde meines Herzens danke ich Ihnen. mit einer Pistole abdrückt. MacGyver versucht, Jacks merkwürdiges Verhalten zu ergründen, und kann ihn so als Attentäter deaktivieren. Allerdings erkennt er, dass Pete indes als Ersatz-Attentäter eingesetzt wird. In letzter Sekunde können MacGyver und Jack verhindern, dass Dakru durch die Waffe des hypnotisierten Pete stirbt, und die Verantwortlichen enttarnen. |           |                                 |                              |                      |                                       |                  |                                                          |
| 81 | 17        | Gelähmte Stadt                  | Easy Target                  | 1. Mai 1989          | 7. Apr. 1990                          | Charlie Correll  | Rick Drew                                                |
| Die Terrororganisation „Schwarze Taube“ möchte ihren Anführer aus dem Gefängnis freipressen und droht dem Staat deshalb damit, eine Großstadt zu paralysieren, indem ihr schlagartig alle elektronischen Geräte abgestellt werden. MacGyver und Pete, die gerade auf der Rückfahrt vom Urlaub sind, kommen den Terroristen bei der Vorbereitung in die Quere und werden von ihnen zunächst gefangen genommen. Nachdem sie sich befreit haben, scheitert MacGyver darin, das Aufladen des Magneten zu verhindern, der der elektromagnetischen Impulswaffe als Stromquelle dient. Dabei wird Pete wieder gefangen genommen. Schließlich kann MacGyver das Gerät sabotieren, ohne dass es seinen Zweck erfüllt, sowie die Gangster überwältigen und Pete befreien. |           |                                 |                              |                      |                                       |                  |                                                          |
| 82 | 18        | Das Sicherheitsrisiko           | Renegade                     | 8. Mai 1989          | 14. Apr. 1990                         | Michael Caffey   | Chris Haddock Idee: Robert Bielak & Chris Haddock        |
| Der ehemalige Kampfschwimmer Steve Morrison stiehlt eine Ampulle Milzbrand-Erreger aus dem Phoenix-Forschungslabor. Er wurde wegen der Folgen einer Berufsverletzung entlassen und mit der Heilung von seinem Arbeitgeber, dem US-Militär, im Stich gelassen. Mit dem Diebstahl möchte er sich nun rächen. Die Ampulle befördert er in Richtung Portland. MacGyver verfolgt ihn und kann schließlich vereiteln, dass die Männer, denen Morrison die Ampulle verkauft, damit per Hubschrauber fliehen können. |           |                                 |                              |                      |                                       |                  |                                                          |
| 83 | 19        | Der Skorpion                    | Unfinished Business          | 15. Mai 1989         | 21. Apr. 1990                         | Charlie Correll  | Marianne Clarkson                                        |
| MacGyver, Pete und Jack machen Urlaub in den Bergen. Dabei erinnern sie sich an vergangene gemeinsame Erlebnisse. Die eben aus dem Gefängnis entlassene Frau Deborah, die einst mit der Tötung MacGyvers scheiterte, möchte rachebedingt MacGyvers Tod und entführt dazu Pete und später auch Jack. Letztlich scheitert Deborahs Plan wegen ihrer Unachtsamkeit. |           |                                 |                              |                      |                                       |                  |                                                          |